# Neptosternus montalbanensis
Neptosternus montalbanensis är en skalbaggsart som beskrevs av Lars Hendrich och Michael Balke 2000. Neptosternus montalbanensis ingår i släktet Neptosternus och familjen dykare. Inga underarter finns listade i Catalogue of Life.